# Місяць зліва
«Місяць зліва» (рос. «Луна слева») — радянський німий художній фільм 1928 року, знятий режисером Олександром Івановим. Прем'єра фільму відбулася 26 лютого 1929 року. Фільм нині вважається втраченим.

## Сюжет
За однойменною п'єсою В. Білль-Білоцерківського — комедії, написаної в полеміці з С. І. Малашкіним з приводу трактування конфлікту між любов'ю і революційним обов'язком. Дія відбувається в невеликому містечку під час громадянської війни. Голова ревкому Ковальов вважає, що зараз не час для особистого життя, треба бути аскетом. Його точку зору підтримує профспілковий діяч Калугін. Голова звільняє з ревкому друкарку Галю, бо вона йому подобається. Під час нальоту бандитів Ковальова ранить Манька-бандитка. Ковальова відправляють в будинок відпочинку. Туди ж їде і Галя. Ковальов освідчується їй у коханні вночі, коли «місяць зліва» (це хороша прикмета). Повернувшись до міста, Ковальов і Галя поселяються разом. Манька-бандитка спіймана. Галя зникає, а Ковальов отримує записку з вимогою звільнити Маньку. Виявляється, що її «зникнення» підробили друзі Ковальова, щоб випробувати стійкість його революційного духу. Ковальов стає на чолі загону і громить банду.

## У ролях
- Василь Чудаков —  Ковальов, голова ревкому
- Микола Черкасов —  голова шести комісій
- Борис Чирков —  Орський
- Олексій Горюшин —  Сава, підпільник
- Зоя Валевська —  Карпінська, друкарка
- Михайло Ломакін —  Свіщов, отаман бандитів
- Олена Єгорова —  Манька, дружина отамана
- А. Грізова —  Федорова, жінорганізатор
- Микола Яблоков — епізод

## Знімальна група
- Режисер: Олександр Іванов
- Сценаристи: Олександр Зархі, Йосип Хейфиц, Володимир Гранатман і Михайло Шапіро
- Оператор: Василь Симбірцев